# Werner Pokorny

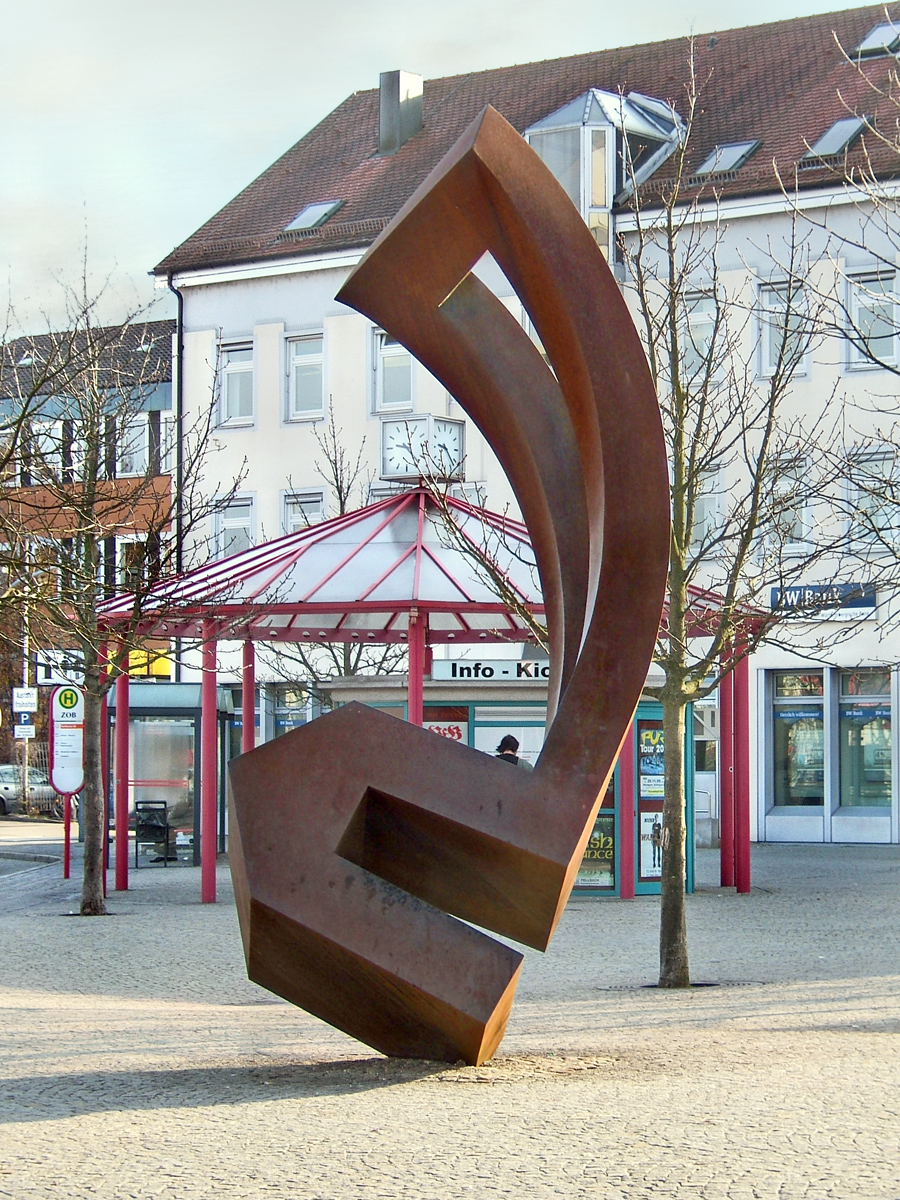
Haus mit durchbrochener Form. Skulpturen-Rundgang Schorndorf (1997)

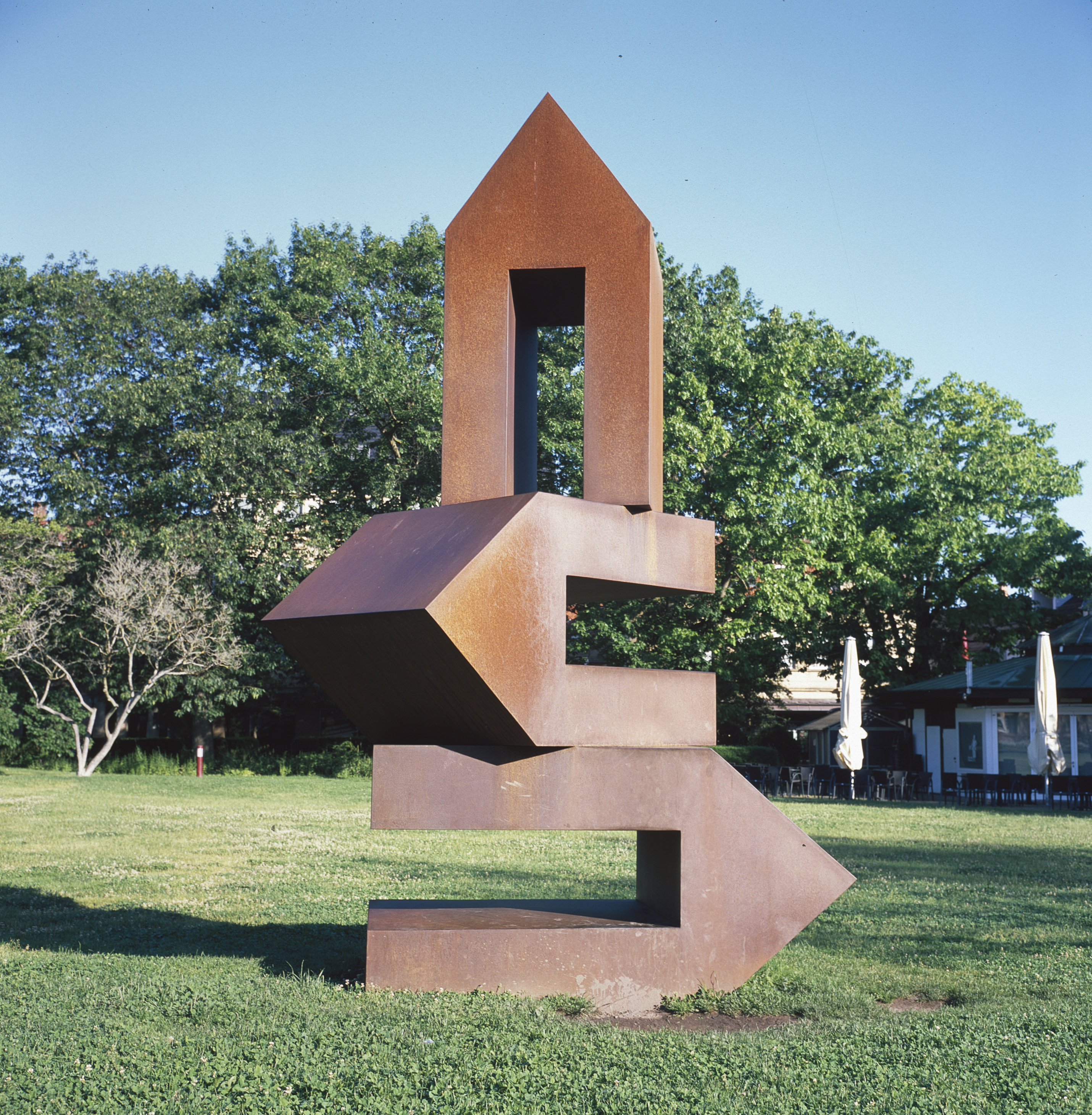
Turm I. Stadtpark Ettlingen (2012)

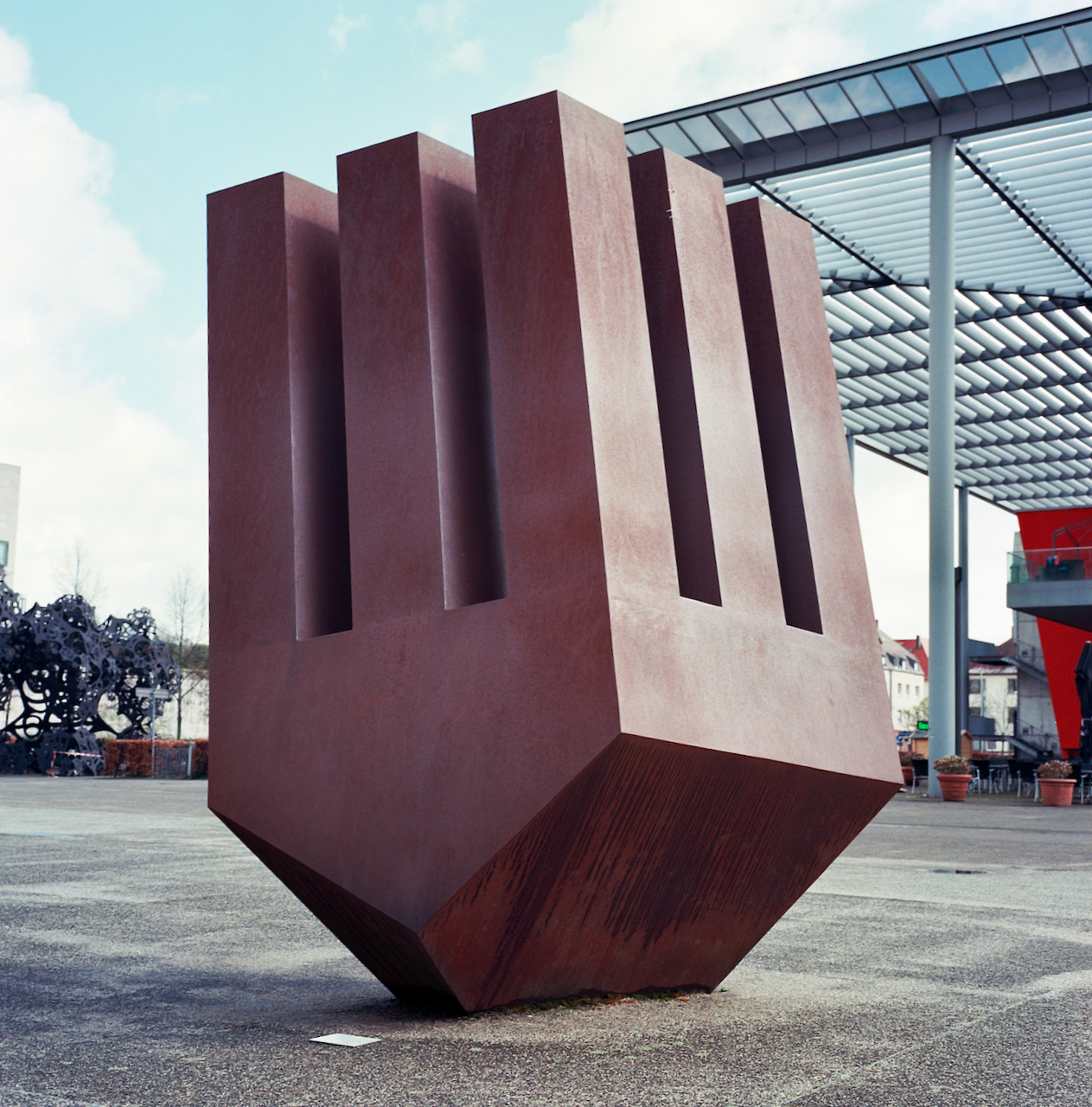
Neun Pfeiler, kopfüber. ZKM Karlsruhe (1994)

Werner Pokorny (* 11. Oktober 1949 in Mosbach; † 31. Dezember 2022 in Ettlingen) war ein deutscher Bildhauer.

## Leben
Nach dem Abitur am Starkenburg-Gymnasium in Heppenheim studierte Pokorny von 1971 bis 1976 Bildhauerei an der Staatlichen Akademie der Bildenden Künste in Karlsruhe bei Hans Baschang, Horst Egon Kalinowski und Günter Neusel. 1974 bis 1976 studierte er zudem Kunstgeschichte an der Universität Karlsruhe und der Staatlichen Akademie der Bildenden Künste in Karlsruhe. Nach dem Studium unterrichtete Pokorny als Kunsterzieher. 1988 verbrachte er einen Gastaufenthalt an der Villa Romana in Florenz, von 1989 bis 1990 lehrte er als Gastprofessor an der Staatlichen Akademie der Bildenden Künste Karlsruhe. 1989 erhielt er ein Stipendium der Kunststiftung Baden-Württemberg. Von 1998 bis 2013 war Pokorny Professor für Allgemeine Künstlerische Ausbildung mit dem Schwerpunkt Bildhauerei an der Staatlichen Akademie der Bildenden Künste Stuttgart.
Pokorny war Mitglied des Deutschen Künstlerbundes und des Künstlerbundes Baden-Württemberg. Seine vierjährige Tätigkeit als 1. Vorsitzender des Künstlerbundes Baden-Württemberg beendete er 2011, wurde aber bereits 2012 erneut in dieses Amt gewählt. Er war außerdem Vorsitzender des Kunstvereins Wilhelmshöhe in Ettlingen und Mitglied der Kunstkommission Baden-Württemberg.
Pokorny lebte und arbeitete in Ettlingen, wo er an Silvester 2022 starb.

## Auszeichnungen
- 2013: Hans-Thoma-Preis des Landes Baden-Württemberg
- 2017: Verdienstorden des Landes Baden-Württemberg

## Werk
Pokorny verarbeitete in seinen Werken ausschließlich die Materialien Holz oder, für Arbeiten im Außenbereich, bevorzugt Cortenstahl. Dieser ermöglicht die Erstellung von wetterbeständigen Skulpturen jeder Form und Größe. Häufig benutzte Pokorny einfache, archetypische Grundelemente wie Schale, Vase, Gefäß, Haus, Rippe oder Kugel.

„Eine Möglichkeit ist es, davon auszugehen, dass diese wesentlichen Dinge im Leben immer gleich bleiben und sich nicht verändern.“

Aushöhlungen oder Durchbrechungen, Zusammenspiel von Innen und Außen, Gegenständlichkeit und Abstraktion kennzeichnen sein gesamtes Werk. Bei den Arbeiten mit Cortenstahl können kantige und harte Formen präzise verschweißt werden. Durch die Verbindung mit der oxydierten, angerosteten Oberfläche entstehen neue, eigenständige plastische Formen. Damit hat Pokorny einen ganz eigenständigen Stil entwickelt, in dem man eine intensive Spannung zwischen Komplexität und Einfachheit entdecken kann.

## Ausstellungen (Auswahl)

### Einzelausstellungen und Ausstellungsbeteiligungen
In der BRD, Dänemark, Frankreich, Portugal, Italien, Schweiz, Tschechien und Ungarn

### Neuere Ausstellungen (Auswahl)
- 2000: Galerie Rothenfuß, München
- 2001: Galerie Ruppert, Landau[9]
- 2002: Morat-Institut, Freiburg
- 2003: Werner Pokorny, die Holzskulpturen, Saarland Museum Saarbrücken
- 2004: Galerie Schlichtenmaier, Schloss Dätzingen
- 2005: Werner Pokorny – Skulpturen und Zeichnungen, Mönchehaus Museum, Goslar
- 2007: Galerie Schlichtenmaier, Stuttgart[10]
- 2008: Werner Pokorny – von Häusern und Gefäßen Holz- und Stahlarbeiten, Kunsthalle Darmstadt[11]
- 2008: Werner Pokorny im Hospitalhof Stuttgart, Stuttgart
- 2009: Werner Pokorny – Skulpturen, Kunstmuseum Celle mit Sammlung Robert Simon
- 2011: Werner Pokorny, H2 – Zentrum für Gegenwartskunst im Glaspalast, Augsburg[12]
- 2012: Skulpturen im Park, 5. August bis 9. September 2012, Mörfelden-Walldorf[13]
- 2014: Werner Pokorny: Skulptur & Zeichnung, Mannheimer Kunstverein
- 2015: 6. Schweizerische Triennale der Skulptur in Bad Ragaz und Vaduz[14]
- 2016 Skulpturenpark Heidelberg, vom 19. Juni bis 23. Oktober 2016
- 2017/18: Museum im Kleihues-Bau, Kornwestheim, vom 27. Oktober 2017 bis 7. Januar 2018
- 2021: „Kunst in die Stadt!“, Lahr/Schwarzwald, vom 15. Mai bis 19. September 2021

## Skulpturen im öffentlichen Raum (Auswahl)
- 1986: Spirale und Haus, Friedrichshafen-Fischbach, Fildenplatz[15]
- 1986: Kubus und Linie, Leonberg, Neue Ramtelstraße
- 1987: Geschwungene Linie /Haus, Karlsruhe, Generalbundesanwaltschaft Karlsruhe
- 1987: Stamm/Häuser (Holzskulptur), Bremen, Arbeitsamt Bremen
- 1987: Haus im Kreis, Nürtingen, Kreiskrankenhaus
- 1988: Haus am Boden, Esslingen am Neckar, Villa Merkel
- 1991: Haus am Boden, Karlsruhe, Badisches Staatstheater Karlsruhe
- 1992: Zwei Skulpturen für Offenburg, Offenburg, Oberrheinhalle an der Kinzigbrücke
- 1993: Haus/Gehäuse (Holzskulptur), Konstanz, Landeskrankenhaus Konstanz
- 1993: Haus oben/unten/gedreht, Horb am Neckar, Berufsakademie Horb
- 1994: 9 Pfeiler, aufrecht, Karlsruhe, ZKM Karlsruhe
- 1995/2007: Haus mit durchbrochener Form, Wiesloch, Brunnengalerie
- 1996: Haus, Tor, Linien, Schwäbisch Hall, Bausparkasse Schwäbisch Hall, Crailsheimer Straße
- 1997: Haus mit durchbrochener Form, Schorndorf, beim Bahnhof
- 1997: Haus/Haus, Freiburg im Breisgau, Freiburg Institute for Advanced Studies, Albertstraße
- 1998/2005: Obelisk, Zwei Häuser zwischen Stangen, Haus mit durchbrochener Form, Hildesheim, Fußgängerzone[16]
- 1999: Haus/Haus, Nürtingen, Kreiskrankenhaus
- 2001: Haus I, Aalen, Kreisverkehr an der Eisenbahnbrücke nahe dem ehemaligen Finanzamt
- 2003: Ineinander IX, Karlsruhe-Durlach, RaumFabrik
- 2004: Haus mit Rippen III, Stuttgart, Kleiner Schlossplatz
- 2008: Dazwischen I, A-Dornbirn, Quadrart Dornbirn
- 2012: Turm II, Frankfurt, Campus Riedberg der Goethe-Universität[17][18]

## Galerie

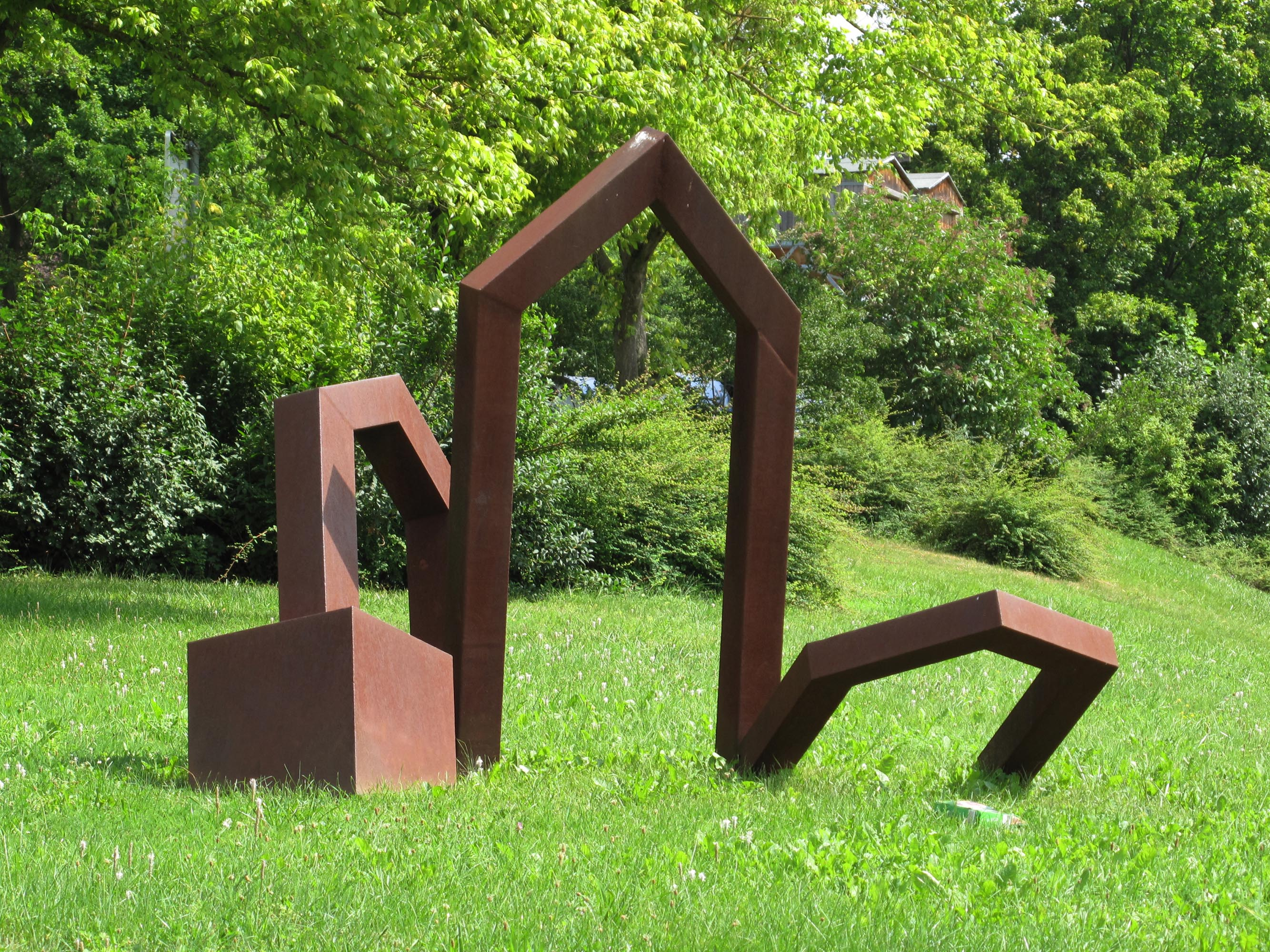
Kubus und Linie (1986), Leonberg
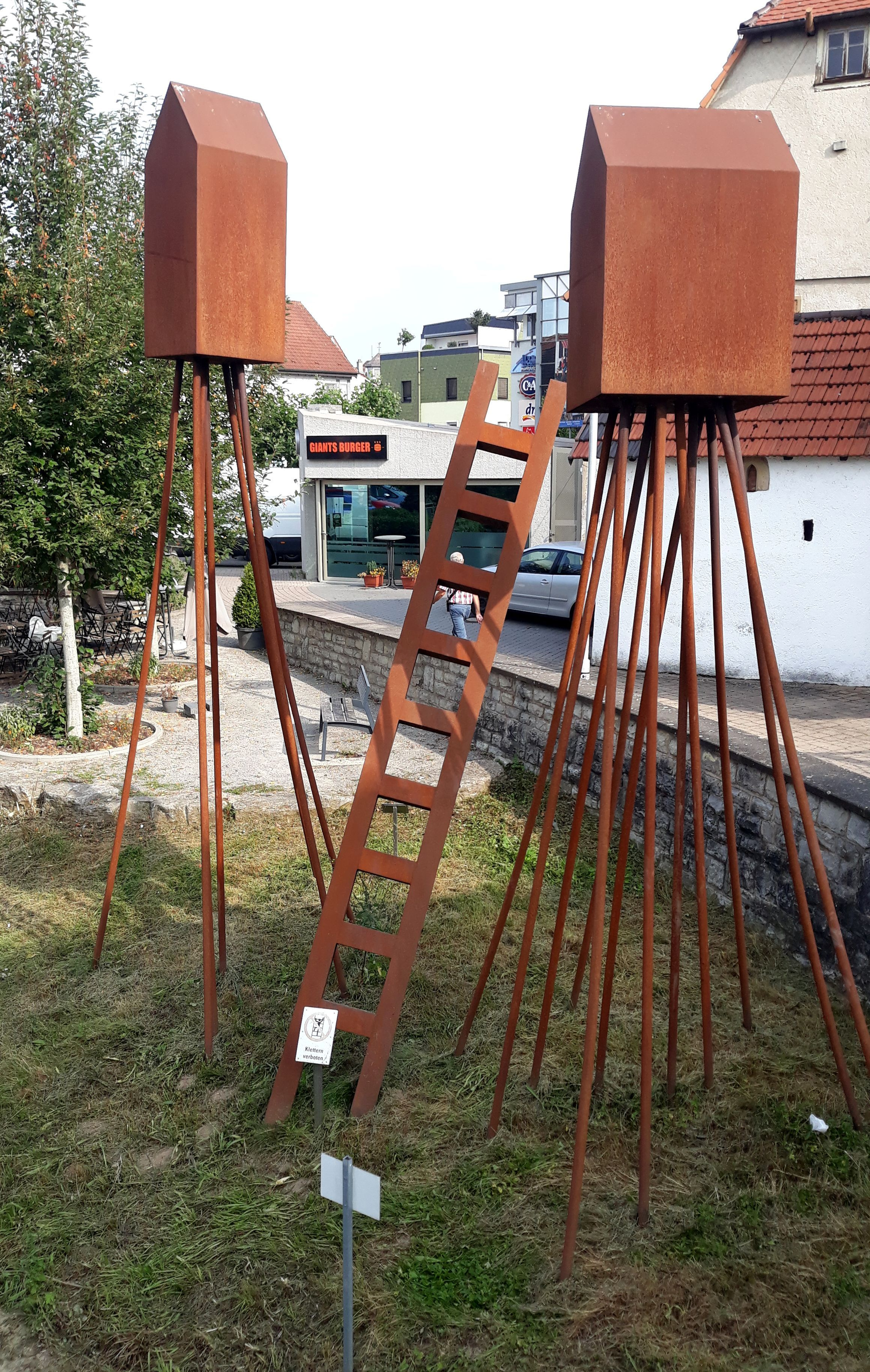
Zwei Häuser auf Stangen und Leiter (1986), Sinsheim
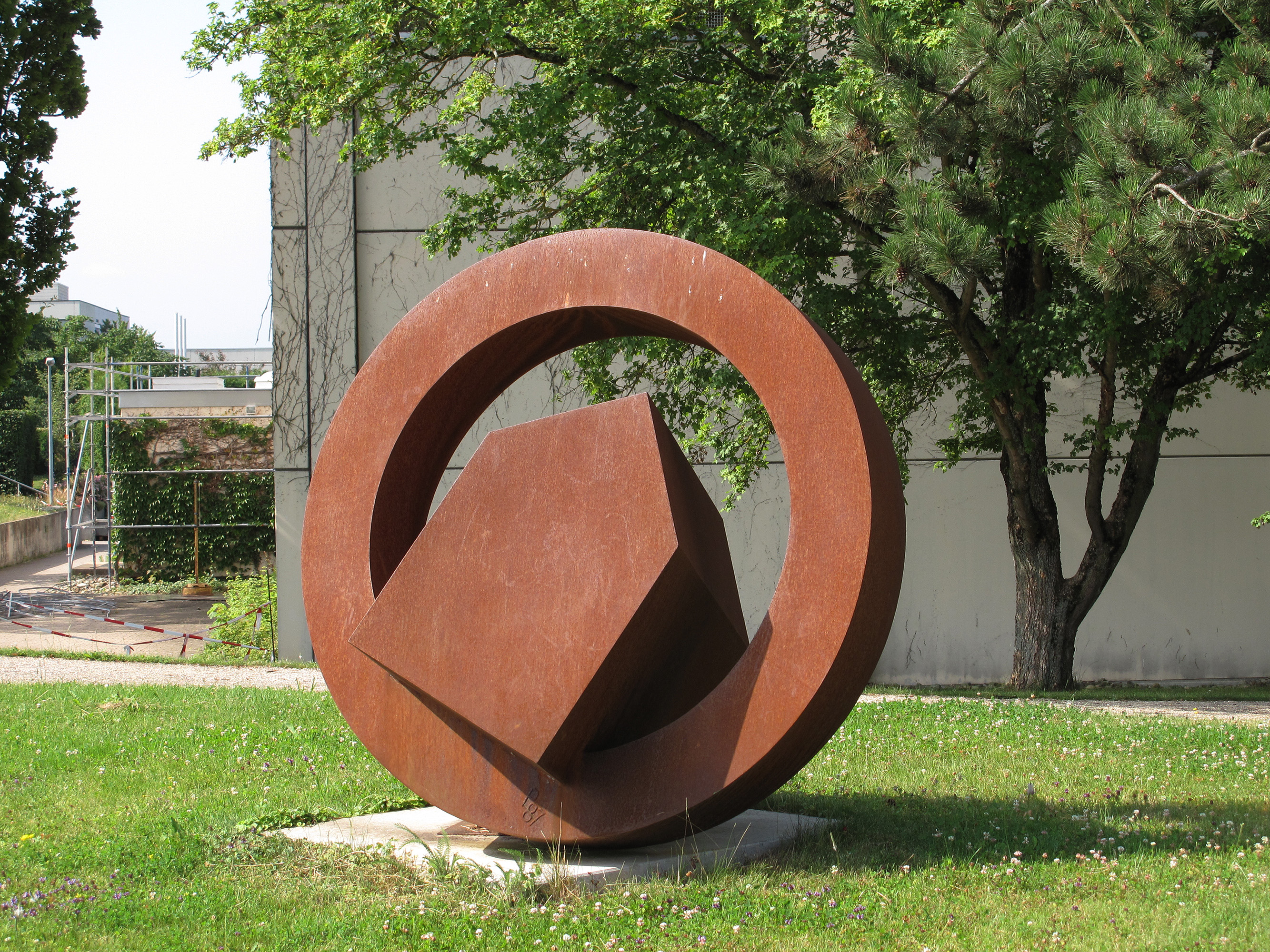
Haus im Kreis (1987), Nürtingen
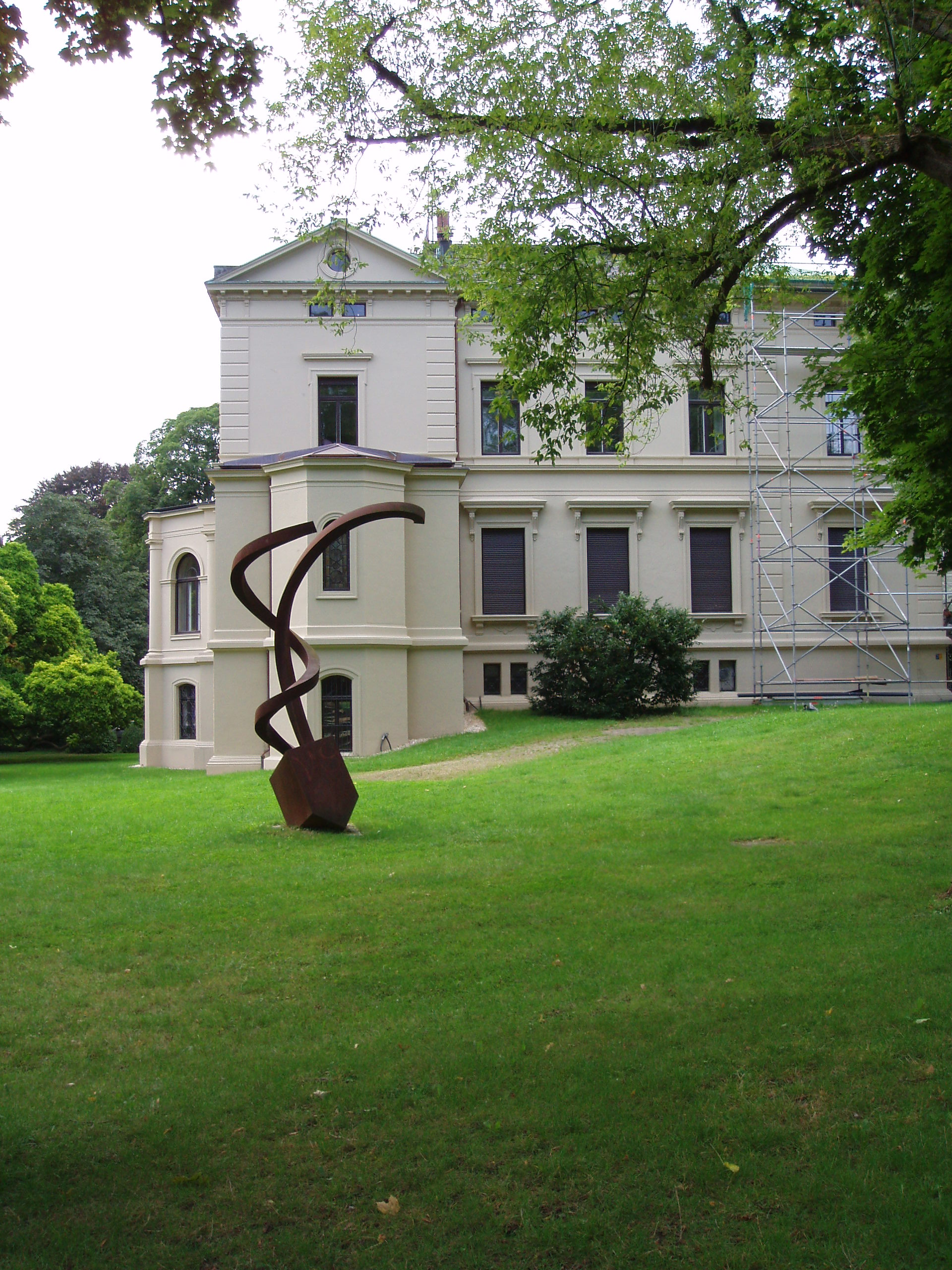
Haus am Boden (1988), Park der Villa Merkel
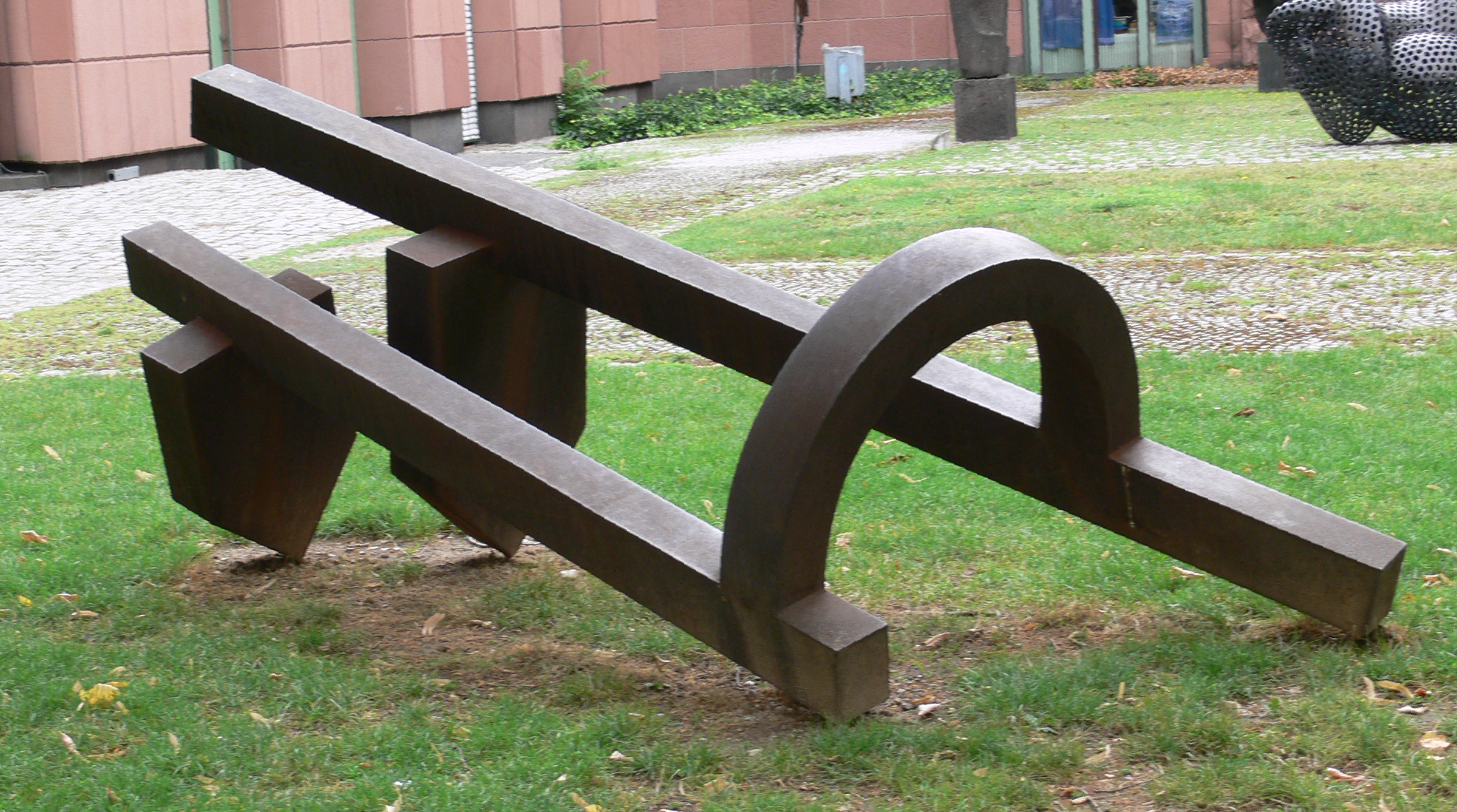
o.T. (Pflug) (1988), Skulpturenpark der Kunsthalle Mannheim
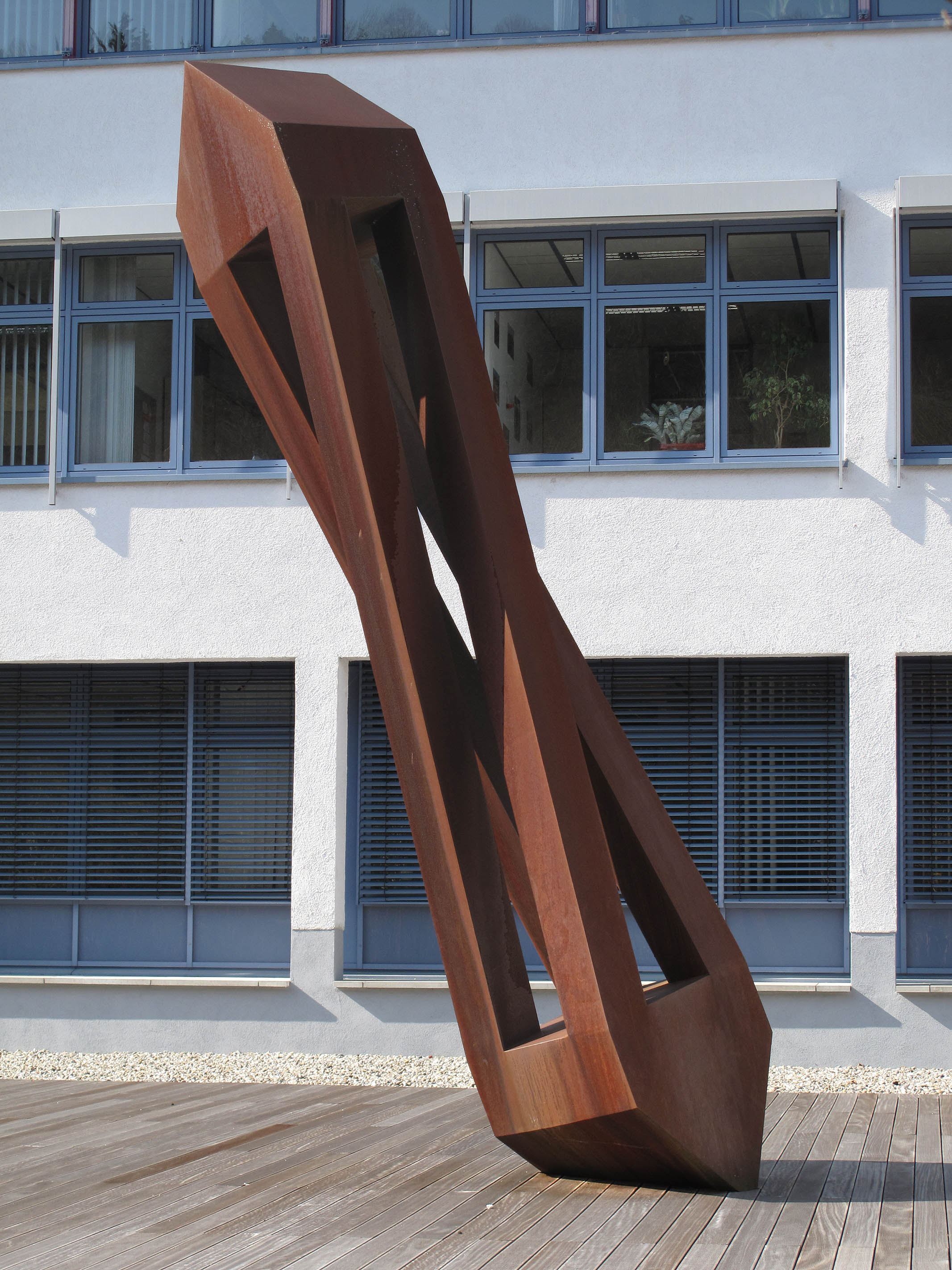
Haus oben/unten, gedreht (1993), Horb am Neckar
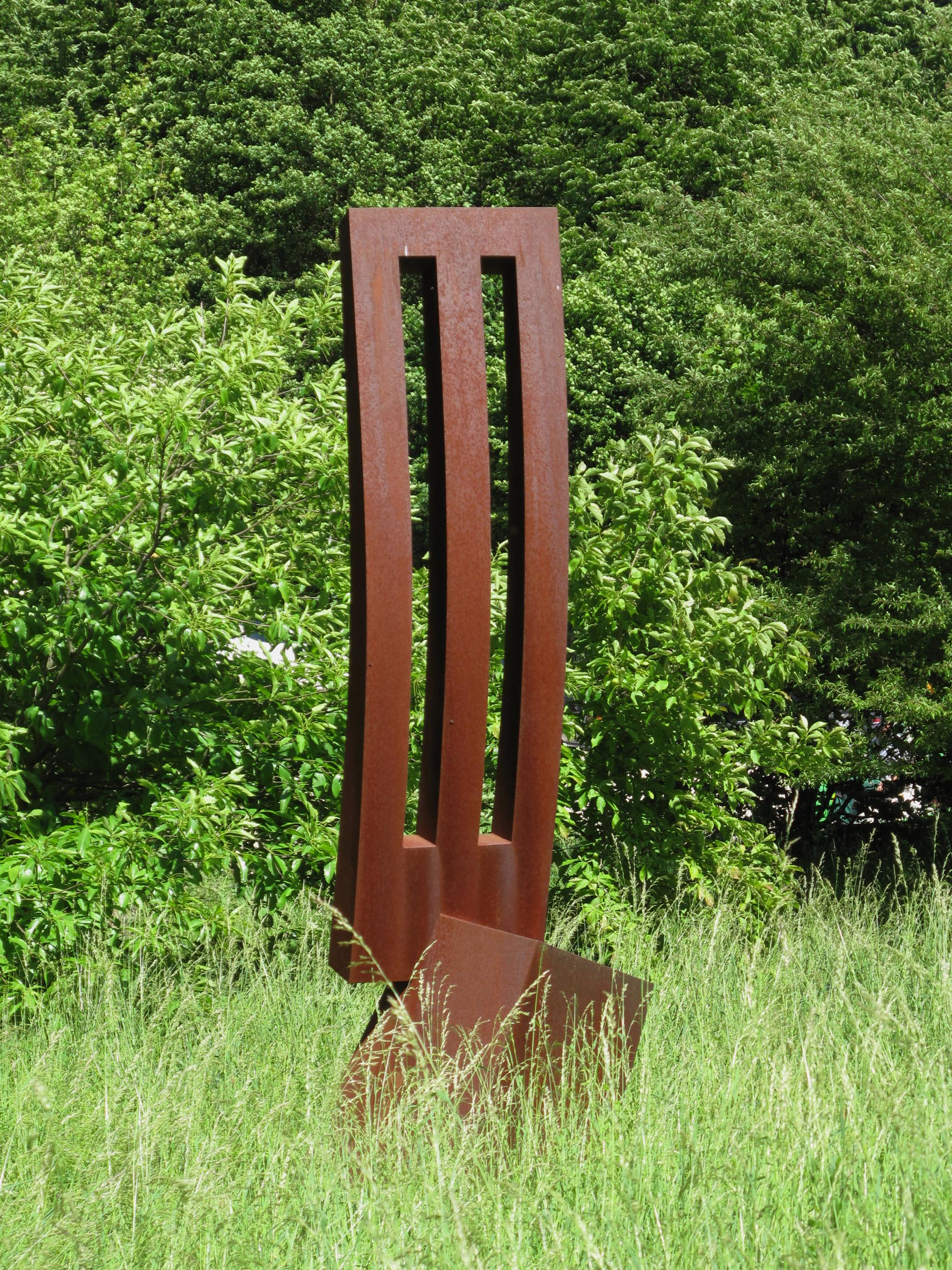
Haus und durchbrochene Form (1995), Skulpturenpark Heidelberg
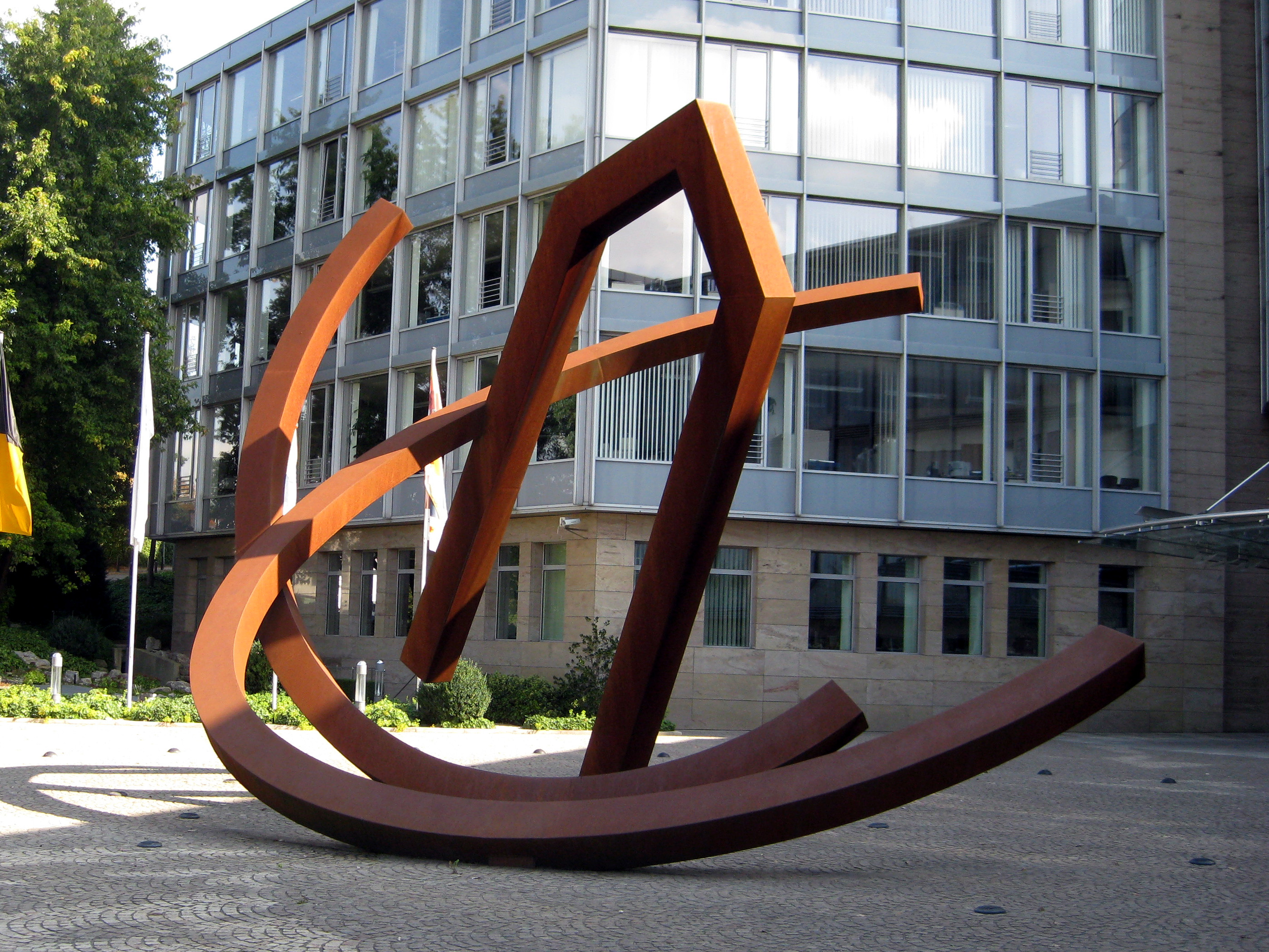
Haus-Tor-Linien (1996), Schwäbisch Hall
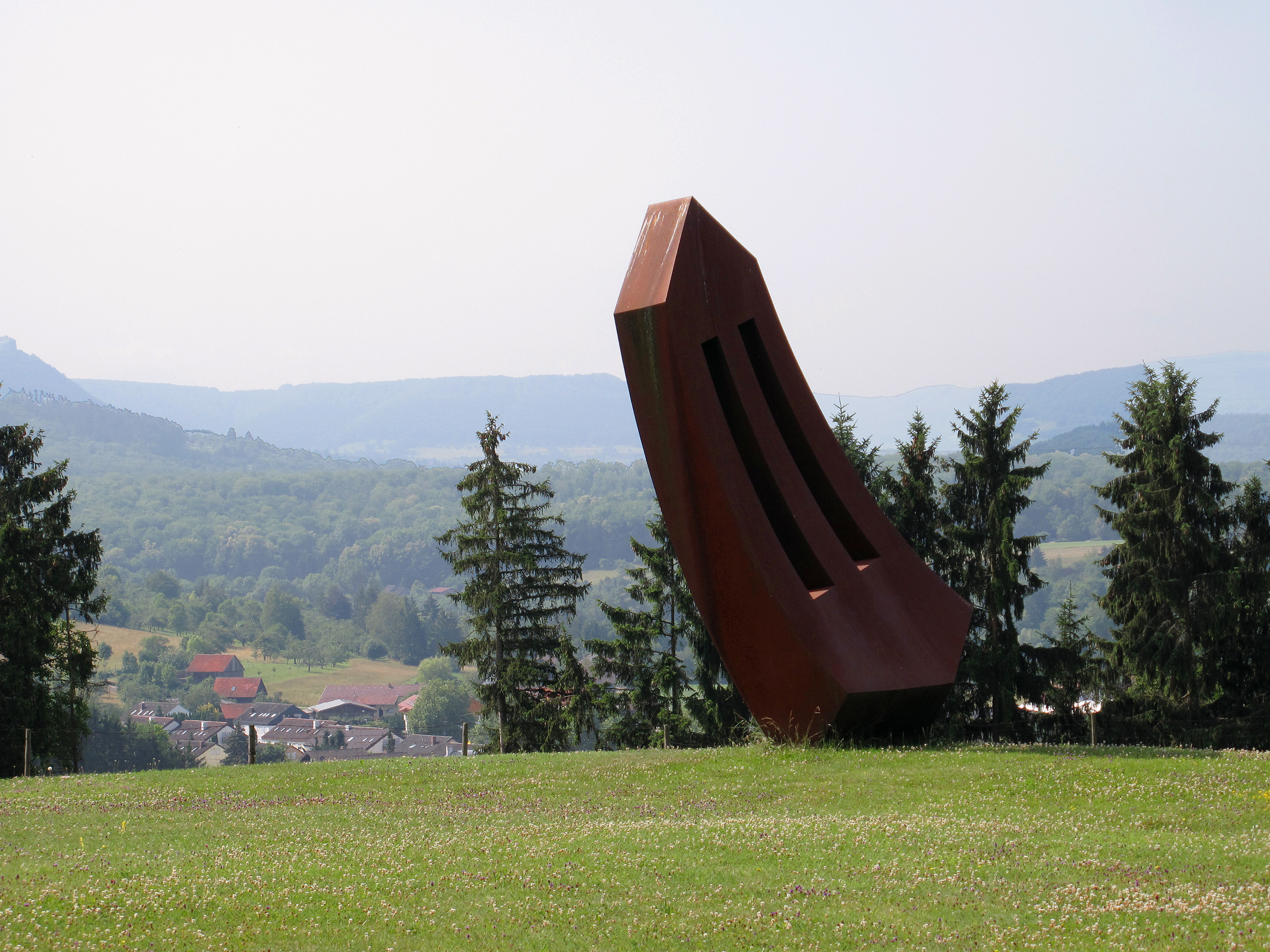
Haus/Haus, (1999), Nürtingen
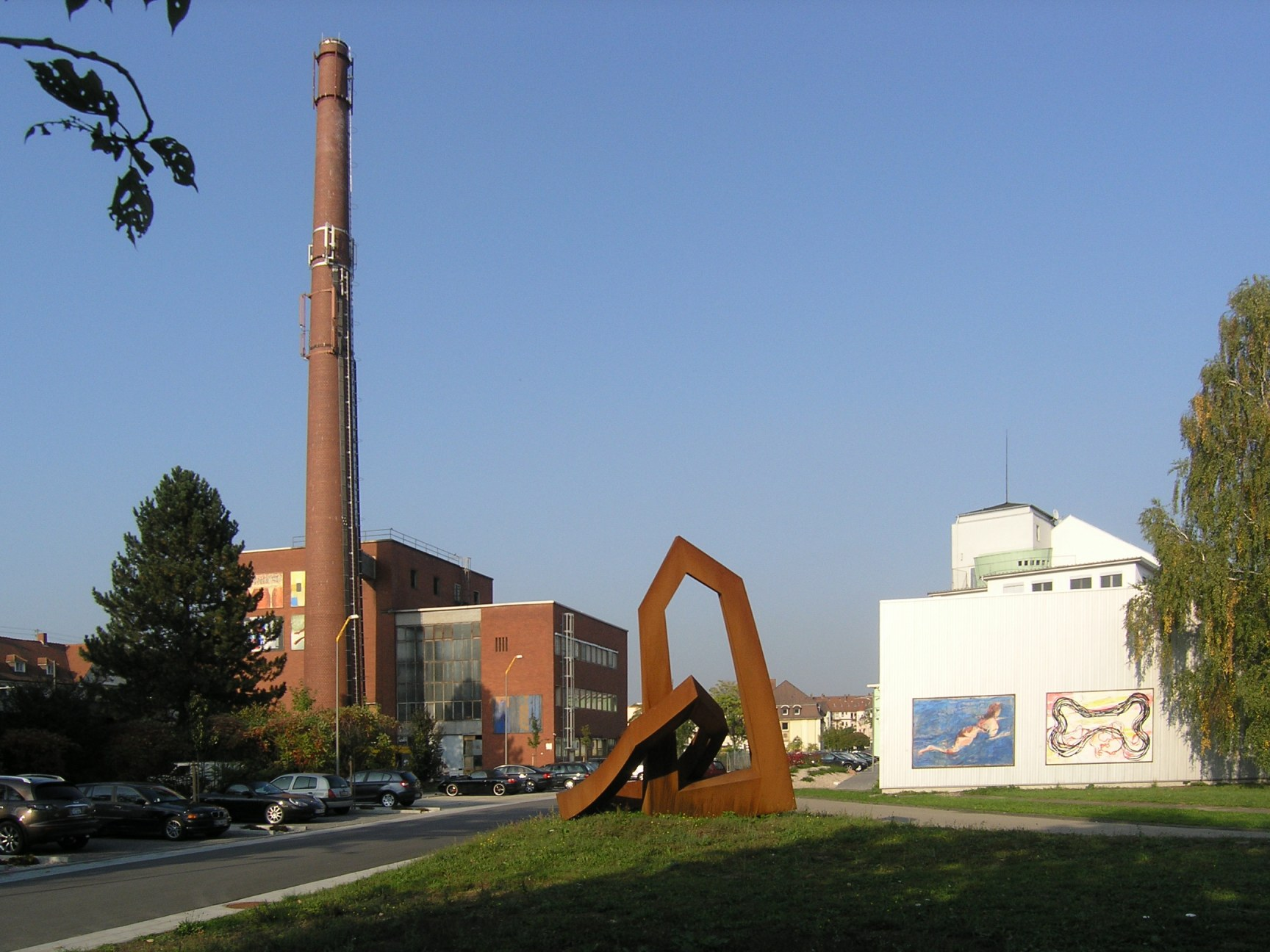
Ineinander IX (2003), Karlsruhe-Durlach
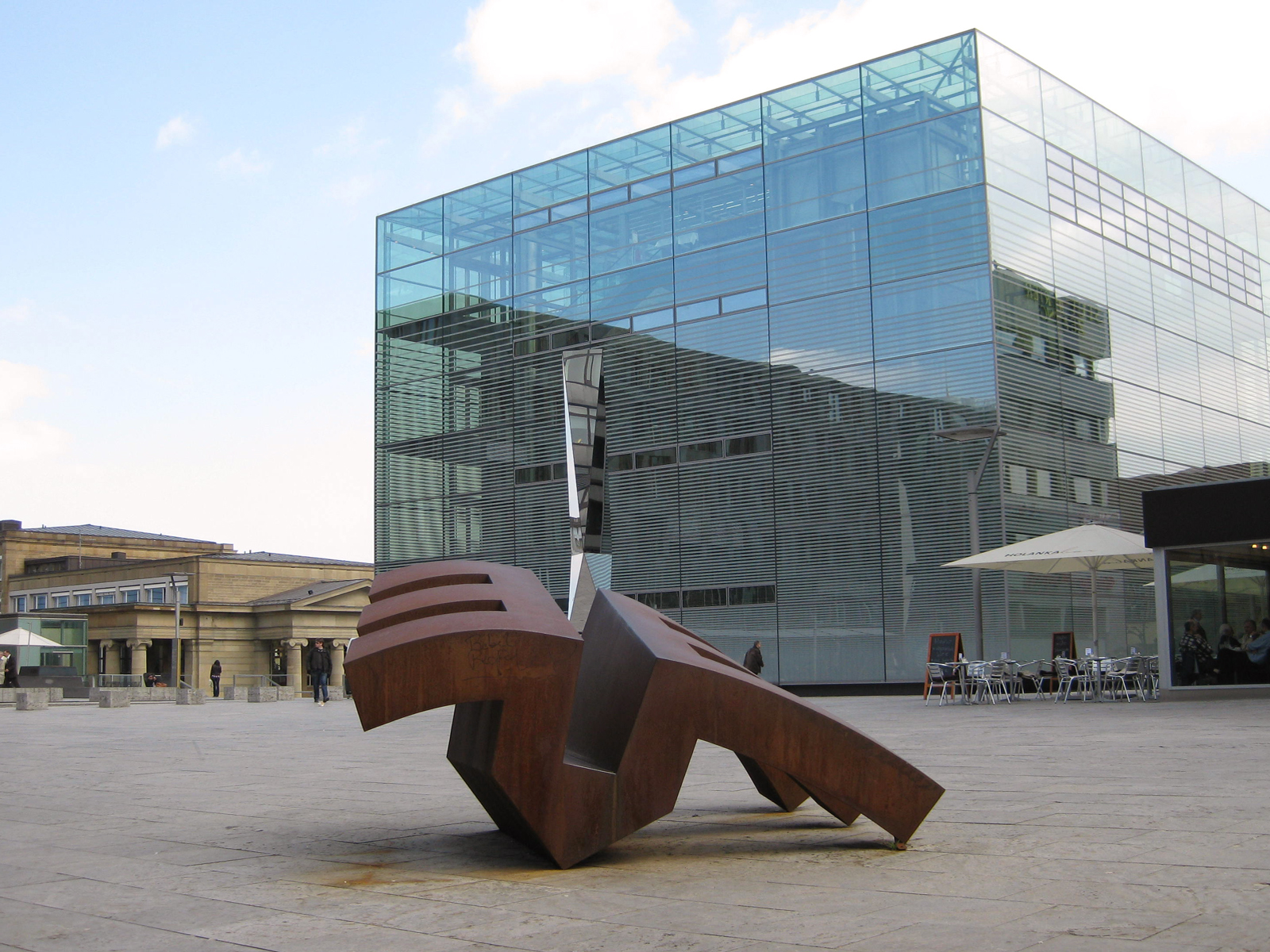
Haus mit Rippen (2004), Kleiner Schloßplatz Stuttgart